# 多布羅皮利亞 (斯卡多夫斯克區)
多布羅皮利亞（烏克蘭語：Добропілля），是烏克蘭南部赫爾松州斯卡多夫斯克區多尔马季夫卡市镇内的村落。始建於1929年，面積0.86平方公里，海拔高度25米，2001年人口1,062，人口密度每平方公里1,237.8人。
46°14′8″N 32°34′49″E / 46.23556°N 32.58028°E